# Wolcott (Connecticut)
Wolcott és una població dels Estats Units a l'estat de Connecticut. Segons el cens del 2005 tenia 16.228 habitants.

## Demografia
Segons el cens del 2000, Wolcott tenia 15.215 habitants, 5.414 habitatges, i 4.249 famílies. La densitat de població era de 287,5 habitants/km².
Dels 5.414 habitatges en un 37,3% hi vivien nens de menys de 18 anys, en un 66% hi vivien parelles casades, en un 8,7% dones solteres, i en un 21,5% no eren unitats familiars. En el 18% dels habitatges hi vivien persones soles el 8,6% de les quals corresponia a persones de 65 anys o més que vivien soles. El nombre mitjà de persones vivint en cada habitatge era de 2,79 i el nombre mitjà de persones que vivien en cada família era de 3,17.
Per edats la població es repartia de la següent manera: un 26% tenia menys de 18 anys, un 5,6% entre 18 i 24, un 31,3% entre 25 i 44, un 24% de 45 a 60 i un 13,1% 65 anys o més.
L'edat mediana era de 38 anys. Per cada 100 dones de 18 o més anys hi havia 92,5 homes.
La renda mediana per habitatge era de 61.376 $ i la renda mediana per família de 67.582 $. Els homes tenien una renda mediana de 45.682 $ mentre que les dones 31.964 $. La renda per capita de la població era de 25.018 $. Aproximadament l'1% de les famílies i el 2,6% de la població estaven per davall del llindar de pobresa.